# Elymus anthosachnoides
Elymus anthosachnoides là một loài thực vật có hoa trong họ Hòa thảo. Loài này được (Keng) Á.Löve ex B.Rong Lu mô tả khoa học đầu tiên năm 1995.